# Systellognatha
Systellognatha (лат.) — инфраотряд веснянок из подотряда Arctoperlaria.

## Описание
Первый и второй членики лапок короткие, третий значительно длиннее, чем первый и второй, вместе взятые. Церки многочлениковые; глоссы очень короткие, параглоссы хорошо развитые.

## Классификация
На март 2020 года в инфраотряд включают следующие семейства:
- † Семейство Petroperlidae (Branchioperla ianstewarti)
- Надсемейство Perloidea Latreille, 1802
  - Семейство Chloroperlidae Okamoto, 1912 — Салатовые веснянки
  - Семейство Palaeoperlidae Sharov, 1961
  - Семейство Perlidae Latreille, 1802 — Настоящие веснянки, или большие веснянки
  - Семейство Perlodidae Klapálek, 1909 — Веснянковые
  - † Семейство Platyperlidae Sinitshenkova, 1982
  - † Семейство Tshekardoperlidae Sinitshenkova, 1987
- Надсемейство Pteronarcyoidea Newman, 1853
  - Семейство Peltoperlidae Claassen, 1931
  - Семейство Pteronarcyidae Newman, 1853
  - Семейство Styloperlidae Illies, 1966